# Epping (New Hampshire)
Pour les articles homonymes, voir Epping (homonymie).
Epping est une municipalité américaine située dans le comté de Rockingham au New Hampshire. Selon le recensement de 2010, sa population est de 6 411 habitants, dont 1 681 à Epping CDP.

## Géographie
La municipalité s'étend sur 26,23 milles carrés (67,94 km2), dont 0,22 milles carrés (0,57 km2) d'étendues d'eau.

## Histoire
La ville était autrefois une paroisse d'Exeter. Elle devient une municipalité en 1741. Elle doit probablement son nom à la forêt royale d'Epping en Angleterre.

## Démographie
La population d'Epping est estimée à 6 875 habitants au 1er juillet 2016.
Le revenu par habitant était en moyenne de 33 706 dollars par an entre 2012 et 2016, sous la moyenne du New Hampshire (35 264 dollars) mais au-dessus de la moyenne nationale (29 829 dollars). Sur cette même période, 6,3 % des habitants d'Epping vivaient sous le seuil de pauvreté (contre 7,3 % dans l'État et 12,7 % à l'échelle des États-Unis).